# Holly Michaels
Holly Michaels, née le 16 août 1990 à Phoenix en Arizona, est une actrice pornographique américaine.

## Biographie
Née à Phoenix en Arizona, Holly Michaels a commencé sa carrière en tant que modèle pour MyFreeCams. Elle est entrée dans l'industrie du film pour adulte en 2011. Au vu de ses mensurations et de son talent d'actrice, il ne fallut pas longtemps à Holly pour se faire connaître dans le monde de la pornographie.

## Distinctions
| Année | Cérémonie     | Résultat   | Award                                                                                         | Film                         |
| ----- | ------------- | ---------- | --------------------------------------------------------------------------------------------- | ---------------------------- |
| 2012  | AVN Award     | Nomination | Best New Starlet                                                                              | NC                           |
| 2012  | AVN Award     | Nomination | Best Tease Performance                                                                        | Swimsuit Calendar Girls 2011 |
| 2012  | Urban X Award | Nomination | Female Rising Star                                                                            | NC                           |
| 2012  | XRCO Award    | Nomination | Cream Dream                                                                                   | NC                           |
| 2013  | AVN Award     | Nomination | Best Group Sex Scene (with James Deen, Karlo Karrera, Mr. Pete, John Strong & Julius Ceazher) | Gangbanged 4                 |
| 2013  | AVN Award     | Nomination | Best Tease Performance                                                                        | Best New Starlets 2012       |

## Filmographie
Note : Cette liste est une filmographie sélective. Une filmographie complète et détaillée peut être consultée sur le site iafd.com.
- 2015 : Women Seeking Women 113
- 2014 : Me and My Girlfriend 6
- 2013 : Size Does Matter 3
- 2013 : Glamour Solos 2
- 2013 : Couples Camp 2
- 2013 : Fill My Teen Throat 10
- 2013 : Lisa Ann's School of MILF
- 2013 : Fill Me With Your Orgasm
- 2013 : Down The Rabbit Hole
- 2013 : My Ex Girlfriend 7
- 2013 : The Beautiful Slit
- 2012 : Anal Honeys
- 2012 : DP Fanatic Vol.2
- 2012 : Balls Deep Anal Nymphos
- 2012 : Lust Unleashed
- 2012 : Mammoth Dick Brothers 3
- 2012 : Party Of Three 3
- 2012 : Gangbanged 4
- 2012 : ATK Moisturized Babes
- 2012 : Big Wet Asses Vol.21
- 2012 : Dani Vol.1
- 2012 : Massive Facials Vol.4
- 2011 : Swimsuit Calendar Girls Vol.5
- 2011 : Anal Workout Vol.1